# Barıştepe
Barıştepe (türkisch für Friedenshügel, aramäisch Shiloh, Salih, auch Salah; kurdisch Selhe) ist ein Dorf im Landkreis Midyat in der Provinz Mardin im Südosten der Türkei.

## Lage
Barıştepe liegt auf einem Hügel, ca. 10 km nördlich der Kreisstadt, nahe der Grenze zu Batman. Weitere Ortschaften in der Umgebung verteilen sich wie folgt:
|                 | Hasankeyf 39 km                             | Arıca 26 km (Luftlinie: 5 km) |
| Mercimekli 6 km | Kompassrose, die auf Nachbargemeinden zeigt | Anıtlı 25 km                  |
|                 | Midyat 12 km                                | Bağlarbaşı 8 km               |

## Bevölkerung
Die Ortschaft hatte ursprünglich eine syrisch-christliche Bevölkerung. Nach dem Exodus ihrer Bewohner und einer zunehmenden Wiederbesiedlung ist heute nur noch ein geringer Teil christlich. Zur Jahrtausendwende zählte Barıştepe 1.452 Einwohner.

## Geschichte
Überlieferungen zufolge wurde die erste Klosteranlage hier im 4. Jahrhundert n. Chr. an der Stelle errichtet, wo Mor Barshabo zum Märtyrer wurde. Mit Ausnahme von 1933 bis 1936 war das Kloster von 1916 bis 1965 verlassen und konnte erst danach wieder renoviert und genutzt werden. Anfang des 20. Jahrhunderts fotografierte Gertrude Bell die Klosteranlage des Dorfes, das heute noch existierende Kloster des Mor Yakup. Den türkischen Namen „Friedenshügel“ erhielt das Dorf 1928. Der alte Name ist in Varianten (Salih, Salah, Selhe) nachweisbar.